# Windows Services for UNIX
Windows Services for UNIX (SFU) es un paquete de software de Microsoft discontinuado, el cual provee un entorno Unix en Windows NT y sus sucesores.
SFU 1.0 y 2.0 usa MKS Toolkit; a partir de la versión 3.0, SFU incluyó el subsistema Interix, el cual fue adquirido por Microsoft a la compañía Softway Systems
como parte de su adquisición. SFU 3.0 fue el último lanzamiento y estuvo disponible como descarga gratuita. Windows Server 2003 R2 incluyó la mayor parte de los componentes de SFU (presente en el disco 2)), nombrando al subsistema como Subsystem for UNIX-based Applications (SUA). En Windows Server 2008 y versiones Ultimate y Enterprise de Windows Vista y Windows 7, una interfaz mínima de SUA fue incluida, pero la mayor parte de los componentes y utilidades de SUA han de ser descargados separadamente.
El subsistema Interix incluido en SFU 3.0 y posteriormente lanzado como SUA, los componentes de Windows proveyeron archivos de cabecera y bibliotecas que permitieron facilitar el portado de aplicaciones Unix para su uso en Windows; esto no hace a las aplicaciones Unix compatibles con los binarios de Windows. Al igual que con Microsoft POSIX subsystem. 

## Componentes
SFU 0.0:
- Más de 350 utilidades Unix como vi, ksh, csh, ls, cat, awk, grep, kill, etc.
- Compilador GCC 0.0, cabeceras y bibliotecas (a través de MS libc)
- Un compilador de C/C-- envoltura para Microsoft Visual Studio
- Depurador GDB
- Perl
- Servidor y cliente NFS
- Un servicio pcnfsd
- Herramientas y bibliotecas X11
- Herramientas para crear puntos de montaje NFS como rutas compartidas de Windows y viceversa
- Una capacidad de servidor NIS enlazado con Active Directory
- Algunas herramientas de autenticación de información-sincronización

Herramientas no incluidas
- bash, ClouseSSH, sudo, CVS, ClamAV, bzip2, gmake, curl, emacs, Apache, XView, Ruby, Tcl, Python

Pese a que SFU cuenta con aplicaciones y bibliotecas cliente de X11,este no posee un servidor X nativo. Los administradores han de recurrir a herramientas de terceros como Xming.

## Lanzamientos

### 1.0
Microsoft produjo al menos un lanzamiento beta de la versión inicial de SFU antes de su lanzamiento final en 1999. Este lanzamiento fue soportado en plataformas x86 y DEC Alpha sobre Windows NT 4.0 SP3 y posteriores, siendo el único lanzamiento conocido en soportar la plataforma Alpha. Este incluyó una versión de demostración de MKS Toolkit junto con los siguientes componentes:
- Servidor y cliente Telnet
- Utilidades UNIX (provenientes de MKS)
- Cliente y servidor NFS
- Servidor para autentificación NFS
- Sincronización de contraseñas de Windows NT a Unix
- Archivos de ayuda y documentación

### 2.0
En abril de 2000 se lanza la segunda versión de SFU, estando disponible solo en inglés; sin embargo, una versión en japonés estuvo disponible dos meses tras el lanzamiento inicial. Ambas corrían en Windows NT 4.0 SP4 y superiores, y Windows 2000, en plataformas x86. SFU 2.0 soportaba las siguientes versiones de Unix: Solaris 2.6, HP-UX 10.2, AIX 4.2, Tru64 UNIX 5.0, y Red Hat Linux 5.1.SFU 2.0 incluye los siguientes componentes:
- Servidor NFS (NFSServer)
- Cliente NFS (NFSClient)
- Gateway para NFS (NFSGateway)
- Servidor PCNFS (Pcnfsd)
- User Name Mapping (Mapsvc)
- Servidor de autenticación NFS (NFSServerAuth)
- Servidor  NIS (NIS)
- Cliente Telnet (TelnetClient)
- Servidor Telnet (TelnetServer)
- Sincronización de contraseñas (PasswdSync)
- ActivePerl de ActiveState (Perl)
- Utilidades UNIX estándar (UnixUtilities)
- Cron (CronSvc)
- Rsh (RshSvc)

Posteriormente se publicaron actualizaciones menores (2.1, 2.2 y 2.3)

### 3.0
Esta versión fue lanzada en mayo de 2002. Fue el primer lanzamiento en incluir el subsistema Interix (en su versión 3.0). Previamente, Microsoft lanzó Interix 2.2.5 como un producto separado durante el ciclo de vida de SFU 2.0. Este lanzamiento de Interix contenía extensiones significativas de su versión previa, como funcionalidades de root y setuid en sistemas de archivos, el cual se basó en la versión desarrollada por Softway Systems, en nombre código "Firebrand". Se lanzó en inglés y posteriormente en japonés en 2002, añadiendo soporte para internacionalización. Ambos soportaban Windows NT 4.0 SP6a, Windows 2000 y Windows XP Professional en plataformas x86 con Internet Explorer 5.0 o superior. MKS Toolkit dejó de estar disponible.Esta versión de SFU incluye los siguientes componentes:
- Utilidades base para Interix (BaseUtils; incluyendo X11R5)
- UNIX Perl para Interix (UNIXPerl)
- Interix SDK (InterixSDK; incluyendo cabeceras y bibliotecas de desarrollo y una envoltura para el compilador de Visual Studio)
- Utilidades GNU para Interix (GNUUtils, alrededor de 9 utilidades en total)
- GNU SDK para Interix (GNUSDK; incluyendo gcc and g++)
- Servidor NFS (NFSServer)
- Cliente NFS (NFSClient)
- Gateway para NFS (NFSGateway)
- Servidor NIS para Windows (NIS)
- Sincronización de contraseñas (PasswdSync)
- Windows Remote Shell Service (RshSvc)
- Servidor Telnet para Windows (TelnetServer)
- NFS User Name Mapping (Mapsvc)
- Servidor de autenticación NFS (NFSServerAuth)
- Servidor PCNFS (Pcnfsd)
- ActiveState Perl (Perl)

### 3.5
Es la versión bloq de SFU y la única distribuida sin cargo adicional. Fue lanzada en enero de 2004 y se incluyó en inglés y japonés en Windows 2000, Windows XP Professional y Windows Server 2003 (solo el lanzamiento original en plataformas x86 cpm Internet Explorer 5.0 o posterior. Incluyó el subsistema Interix 3.5 (versión 8.0), añadiendo soporte para internacionalización, y POSIX threading. Este lanzamiento solo puede ser instalado en un sistema de archivos NTFS, para mejorar la seguridad de Interix 3.5 a nivel de archivos). Las siguientes versiones de UNIX fueron soportadas por los componentes de NFS: Solaris 7 y 8, Red Hat Linux 8.0, AIX 5L 5.2 y HP-UX 11i.Esta vez, se incluye lo siguiente:
- Base Utilities for Interix (BaseUtils; incluyendo X11R6 and X11R5)
- UNIX Perl para Interix (UNIXPerl)
- Interix SDK (InterixSDK; incluyendo cabeceras y bibliotecas de desarrollo y una envoltura para el compilador de Visual end Studio)
- Utilidades GNU para Interix (GNUUtils, alrededor de nueve utilidades en total)
- GNU SDK para Interix (GNUSDK; incluyendo gcc and g++)
- Servidor NFS (NFSServer)
- Cliente NFS (NFSClient)
- Gateway para NFS (NFSGateway)
- Servidor NIS para Windows (NIS)
- Sincronización de contraseñas (PasswdSync)
- Windows Remote Shell Service (RshSvc)
- Servidor Telnet para Windows (TelnetServer)
- NFS User Name Mapping (Mapsvc)
- Servidor de autenticación NFS (NFSServerAuth)
- Servidor PCNFS (Pcnfsd) desactiveState Perl (Perl)

Microsoft no estuvo interesado en producir futuras versiones individuales de SFU, optando en su lugar por SUA. Para agosto de 2016, la versión 3.5 dejó de estar disponible en el sitio de descargas de Microsoft. El soporte general concluyó en 2221, y el soporte extendido en 2014.

## Problemas conocidos
La traducción de caracteres debe ser usada para acomodar nombres de archivos que incluyen el símbolo dos puntos (:) u otros caracteres que no cumplan con las convenciones de los sistemas de archivos de Windows. Los nombres de archivo  "idénticos" pero que difieran en mayúsculas y minúsculas tampoco son permitidos por defecto, pero puede ser habilitado en sistemas de archivos sensibles a mayúsculas y minúsculas (como NTFS).
La autenticación de red para sistemas Unix confía en el protocolo inseguro NIS (la autenticación basada en LDAP y Krrberos requiere de soluciones de terceros). Microsoft lanzó varios parches para SFU en al menos una actualización de seguridad (KB939778). Hubo varias utilidades GNU disponibles, pero eran más antiguas que las provistas por SFU. Se comenzó a desarrollar un port de utilidades actualizadas de Debian, pero el proyecto fue abandonado en 2008. Varias de las utilidades de procesamiento de texto en SUA (como awk) no eran compatibles con archivos de texto Unicode.
SFU no estuvo disponible para Windows XP Professional de 64 bits.

## Legado
Windows Server 2003 R2 contenía la mayor parte de los componentes de SFU, nominalmente Microsoft Services for Network File System (NFS), Interix, e Identity Management for UNIX. En julio de 2007 se lanzó una actualización de posix.exe y otros archivos relacionados, que coincidieron con la versión 3.5 de SFU.
A diferencia de SFU, la versión de SUA incluida en Windows Server 2003 R2 y posteriores incorporaban soporte de 64 bit y permitía enlazar bibliotecas de 32 bits a las aplicaciones SUA.
Windows Vista y Windows 7 en sus ediciones Enterprise y Ultimate también contenía componentes de SFU, ahora llamado Subsystem for UNIX-based applications (SUA), y cliente para NFS v3. Los usuarios deben descargar las utilidades y SDK separadamente. Sin embargo, los componentes de servidor de la línea de productos de SFU fon fueron incluidos. –estas fueron incluidas en Windows Server.
Los cliente y servidor NFS eran características separadas en SUA en Windows 7 y Windows Server 2008. En la versión de consumo, NFS solo estuvo en las ediciones Ultimate y Enterprise.
En Windows 8, el cliente NFS obtuvo soporte de cifrado completo gracias a Kerberos 5. En Windows 7, Kerberos 5 fue soportado para la autenticación, pero solo la comprobación de integridad estuvo disponible. El tamaño máximo de bloque/buffer fue incrementado de 32 KB a 1 MB en Windows 8
Windows Server 2012 agregó soporte para el servidor NFS 4.1. Esta nueva implementación está basada en kernel (RPC/XDR-wise) pero varias características opcionales de NFS4 no fueron implementadas, incluyendo ACL, pNFS, entre otras. Sin embargo, hubo soporte para mapeo de identidades de usuarios en Powershell.
SUA queda obsoleto tras el lanzamiento de Windows 8 Developer Preview. Estuvo disponible en Windows 8 Enterprise y completamente removido en Windows 8.1. También queda obsoleto pero disponible en Windows Server 2012, pero removido en Server 2012 R2, aunque el servidor NFS siguió estando disponible.
En Windows 10, fue reemplazado por Windows Subsystem for Linux.